# Lusos
Lusos (grec antic: Λουσοί) era una antiga ciutat del nord d'Arcàdia, originàriament independent i que més tard va caure sota el domini de Clítor. Era en una plana a l'alta vall del riu Aroànios, probablement a la localitat de Sudenà (Σουδενά, reanomenada Κάτω Λουσοί el 1928), al peu del mont Aroània.
La plana de Lusos està envoltada de turons, i tres rierols que la travessen formen un petit llac que Plini el Vell anomena Lacus Clitorius. El clima de la zona és humit i fred, i allà es cultivava la millor cicuta.
Lusos era encara independent a la 58a Olimpíada (any 544 aC), i es registra una victòria als Jocs Pítics de l'any 546 aC aconseguida per Agèsilas de Lusos en la carrera de cavalls. Probablement va caure en mans de Clítor cap a l'any 500 aC, però no n'hi ha cap referència. No apareix la ciutat en cap fet històric rellevant fins que va ser saquejada pels etolis durant la guerra social, entre els anys 500 i 470 aC, i en temps de Pausànies ja no hi havia ni les ruïnes de la ciutat. El nom es va conservar per l'existència del tempre d'Artemisa Lúsia o Hemeràsia. Aquest temple, segons la tradició, el va fundar Pretos, rei d'Argos, perquè quan les seves filles, les Prètides, vagaven boges pel Peloponnès, es van refugiar en una gran cova pròxima a aquell lloc. D'allí les va rescatar Melamp, que les va purificar i les va rentar amb aigua d'una font sagrada que tenia la propietat que qui en bevia perdia per sempre el gust pel vi. Aquest temple era considerat per tot el Peloponnès com un lloc sagrat i inviolable. Els etolis també l'havien saquejat. La font estava situada prop de Lusos, a uns 40 estadis de Cineta. Del temple en resten unes ruïnes, i a prop hi ha una gran cova.